# 2016-os magyar birkózóbajnokság
A 2016-os magyar birkózóbajnokság a százkilencedik magyar bajnokság volt. A férfi kötöttfogású bajnokságot május 14-én rendezték meg Miskolcon, az Egyetemi Körcsarnokban, a férfi és a női szabadfogású bajnokságot pedig május 29-én Budapesten, az Újpesti Jégcsarnokban.

## Eredmények

### Férfi kötöttfogás
| Versenyszám | Arany                              | Arany | Ezüst                         | Ezüst | Bronz                                                     | Bronz |
| ----------- | ---------------------------------- | ----- | ----------------------------- | ----- | --------------------------------------------------------- | ----- |
| 59 kg       | Módos Péter Kertvárosi SE          |       | Turbucz István Vasas SC       |       | Angyal József Pénzügyőr SEKmegy Dániel Vasas SC           |       |
| 66 kg       | Kozák István Ceglédi VSE           |       | Krasznai Máté Ferencvárosi TC |       | Knipli Csongor Dél-Zselic SELosonczi Ottó Erzsébeti SMTK  |       |
| 71 kg       | Korpási Bálint BVSC-Ganz-Jászkisér |       | Jäger Krisztián Dorogi NC     |       | Fritsch Róbert Pénzügyőr SENémeth István Újpesti TE       |       |
| 75 kg       | Szabó Martin Csepeli BC            |       | Molnár Pál Honvéd Niké SE     |       | Sebestyén Zoltán Honvéd Niké SETompa Miklós Kertvárosi SE |       |
| 80 kg       | Szabó László Újpesti TE            |       | Szabó Patrik Sziget SC        |       | dr. Kun Renátó Ferencvárosi TCKéri Zoltán Erzsébeti SMTK  |       |
| 85 kg       | Lőrincz Viktor Ceglédi VSE         |       | Gyurits Gergely Csepeli BC    |       | Szuda Péter Ceglédi VSESzilvássy Erik Pénzügyőr SE        |       |
| 98 kg       | Kiss Balázs BVSC-Ganz-Jászkisér    |       | Németh Iván Ferencvárosi TC   |       | Mertse Ádám György Erzsébeti SMTKKucsera Tibor Vasas SC   |       |
| 130 kg      | Majoros Ármin Erzsébeti SMTK       |       | Almási Ferenc Csepeli BC      |       | Balogh László Tatabányai SCCsercsics Richárd Haladás VSE  |       |

### Férfi szabadfogás
| Versenyszám | Arany                         | Arany | Ezüst                          | Ezüst | Bronz                                                     | Bronz |
| ----------- | ----------------------------- | ----- | ------------------------------ | ----- | --------------------------------------------------------- | ----- |
| 57 kg       | Egyed Balázs Kanizsai BSE     |       | Magnucz Richárd Erzsébeti SMTK |       | Román Tamás Kecskeméti TEJuhász Bence Erzsébeti SMTK      |       |
| 61 kg       | Molnár József Csepeli BC      |       | Üveges Csaba Tatabányai SC     |       | László József Vasas SCNémeth Béla Vasas SC                |       |
| 65 kg       | Wöller Gergő Vasas SC         |       | Sánta Ferenc Dél-Zselic SE     |       | Vilhelm Richárd Újpesti TEVida Csaba Csepeli BC           |       |
| 70 kg       | Lukács Norbert Csepeli BC     |       | Kálmán Balázs Csepeli BC       |       | Makula Ramon Erzsébeti SMTKMolnár Bálint Haladás VSE      |       |
| 74 kg       | Ligeti Richárd Haladás VSE    |       | Gulyás Zsombor Csepeli BC      |       | Lukács Botond Csepeli BCSzabó Noé Vasas SC                |       |
| 86 kg       | Hatos Gábor Haladás VSE       |       | Nagy Péter Erzsébeti SMTK      |       | Tóth Bendegúz Erzsébeti SMTKMohácsi Martin Erzsébeti SMTK |       |
| 97 kg       | Veréb István Csepeli BC       |       | Fodor Tamás Vasas SC           |       | Szabó Mihály Vasas SCJuhász Balázs Kecskeméti SC          |       |
| 125 kg      | Csercsics Richárd Haladás VSE |       | Szmik Attila Csepeli BC        |       | Kucsera Tibor Vasas SCFodor Péter Vasas SC                |       |

### Női szabadfogás
| Versenyszám | Arany                           | Arany | Ezüst                                 | Ezüst | Bronz                                                          | Bronz |
| ----------- | ------------------------------- | ----- | ------------------------------------- | ----- | -------------------------------------------------------------- | ----- |
| 48 kg       | Kőrösi Kitti Zalaegerszegi BSE  |       | Réczi Bianka Tatabányai SC            |       | Tornyos Dorina Zalaegerszegi BSEPapp Melánia Püspökladányi NSE |       |
| 53 kg       | Dénes Mercédesz Érdi Spartacus  |       | Váncza Ivett Érdi Spartacus           |       | Ökrös Alexandra Bárándi SE                                     |       |
| 55 kg       | Barka Emese Csepeli BC          |       | Bubori Dorina Dél-Zselic SE           |       | Bacsa Nikolett Tatabányai SC                                   |       |
| 58 kg       | Vilhelm Viktória Újpesti TE     |       | Csonkics Mónika Dél-Zselic SE         |       | –                                                              |       |
| 60 kg       | Sleisz Gabriella Erzsébeti SMTK |       | Reinis Vivien Borostyán Dél-Zselic SE |       | Wendler Mónika Tatabányai SC                                   |       |
| 63 kg       | Sastin Marianna Vasas SC        |       | Szabó Franciska Sziget SC             |       | Szabó Eliána Vasas SC                                          |       |
| 69 kg       | Vanessa Wilson Vasas SC         |       | Aszódi Rita Újpesti TE                |       | Szmolka Nikoletta Renáta Pécsi EAC                             |       |
| 75 kg       | Németh Zsanett Újpesti TE       |       | Száraz Vivien J-Ász SE                |       | Berki Mirjam Dél-Zselic SE                                     |       |